# Kalliojärvi (sjö i Kajanaland, lat 64,25, long 29,98)
Kalliojärvi är en sjö i Finland. Den ligger i kommunen Kuhmo i landskapet Kajanaland, i den östra delen av landet, 500 km nordost om huvudstaden Helsingfors. Kalliojärvi ligger 175,8 meter över havet. Den är 18,8 meter djup. Arean är 5,37 kvadratkilometer och strandlinjen är 32,02 kilometer lång. Sjön  ingår i Uleälvens huvudavrinningsområde. 